# Seznam monarchií v Asii
Toto je seznam asijských zemí, které jsou monarchiemi

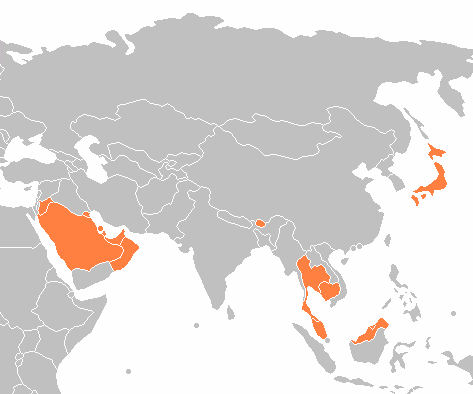
Asijské monarchie

 Království Bahrajn
Král Hamad ibn Isa Al Chalífa
 Bhútánské království
Král Džigme Khesar Namgjel Wangčhug
 Sultanát Brunej
Sultán Hassanal Bolkiah
 Japonské císařství
Císař Naruhito
 Jordánské království
Král Abdalláh II.
 Kambodžské království
Král Norodom Sihamoni
 Stát Kuvajt
Emír Mišal al-Ahmad al-Džábir as-Sabáh
 Malajsie
Hlava státu (nazývaná Nejvyšší hlavou nebo králem) Abdullah Pahangský, sultán Pahangu
 Sultanát Omán
Sultán Hajtham bin Tárik Ál Saíd
 Stát Katar
Emír Tamím bin Hamad Ál Thání
 Království Saúdské Arábie
Král Salmán bin Abd al-Azíz
 Thajské království
Král Ráma X.
 Království Tonga
Král Tupou VI.
 Spojené arabské emiráty
Prezident Mohamed bin Zayed Al Nahyan, emír Abú Dhabí